# Buddhizmus Norvégiában

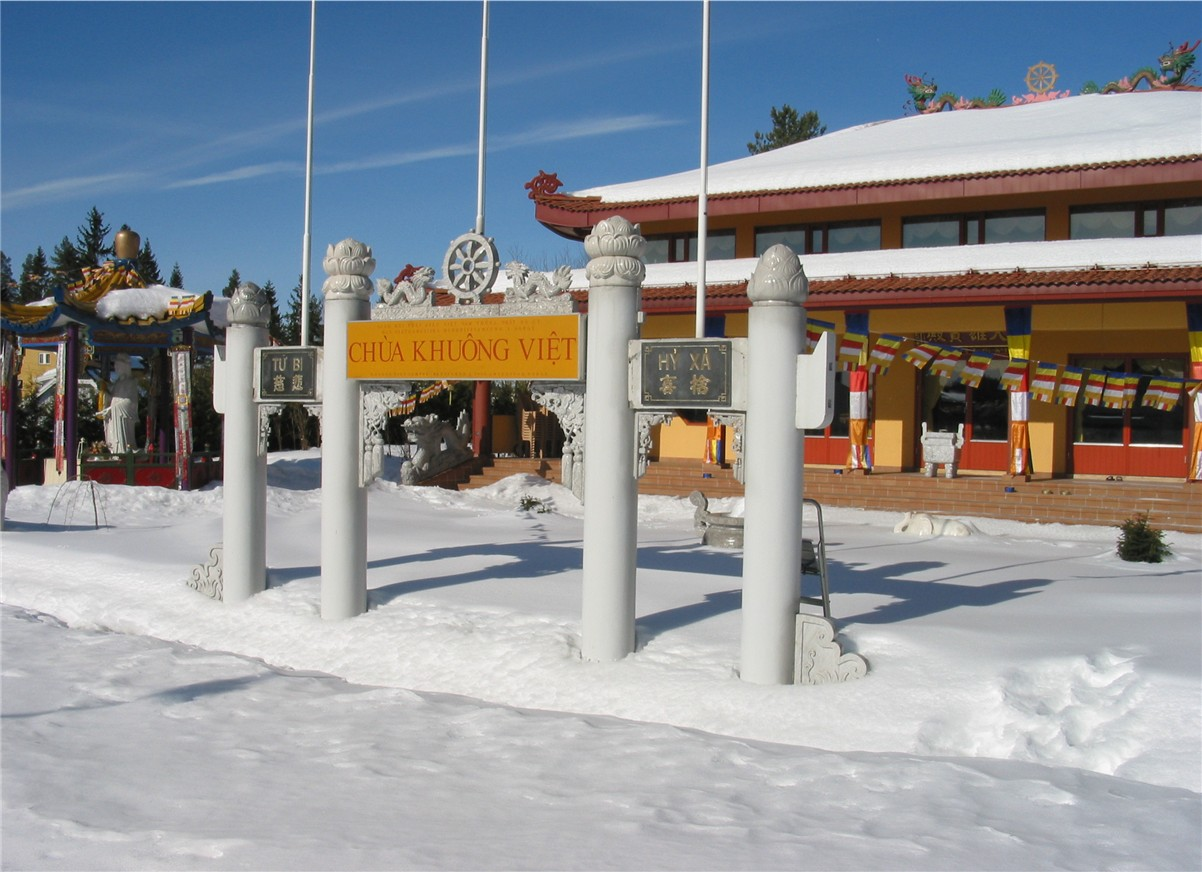
A vietnámi „Khuông Việt” pagoda az Oslo melletti Løvenstad településen – az ország egyetlen ilyen jellegű épülete

A buddhizmus Norvégiában az 1970-es évek elejétől létezik, miután néhány hagyományosan buddhista országból érkeztek bevándorlók a skandináv országba, elsősorban Vietnámból. A norvég buddhista szövetséget Buddhistforbundet 1979-ben alapította két buddhista csoport, a The Zen School és a Karma Tashi Ling buddhistsenter. Céljuk egy olyan szervezet létrehozása volt, amely képes közös érdeklődési körbe tartozó ügyek megvitatására. 2013-ra a Norvégiában hivatalosan bejegyzett buddhisták száma közel 50 000 fő volt, amely a teljes lakosság 0,7% – 1%-a. A regisztrált buddhisták mintegy 5%-a norvég etnikumú.

## Története
Annak ellenére, hogy régészeti leletek bizonyítják, hogy a vikingek buddha-szobrokat szállítottak magukkal Skandináviába, semmilyen bizonyíték nincs arra, hogy a norvégokra bármilyen hatással lett volna a buddhizmus. Egészen a 19. század végéig, amikor a tanult nyugati emberekhez is elért ennek a keleti kultúrának a híre. A 20. században a keleti spiritualitás keltette néhány mozgalom és a norvég nyelvre lefordított Tibetről szóló könyvek gazdagították a buddhizmussal kapcsolatban elérhető ismereteket. Az első buddhista szervezetre azonban egészen az 1970-es évekig kellett várni. 1972-ben létrejött egy zen, majd három évvel később egy tibeti buddhista intézmény. Az 1979-ben létrehozott Norvég Buddhista Szövetség ezen két szervezet együttműködése révén kelt életre. 1969-től kezdve már jogi akadálya sem volt annak, hogy a norvégok szabadon válasszanak a hivatalos vallási szervezetek közül maguk számára.
A különböző buddhista irányzatok más-más módon jutottak el Norvégiába. A zen buddhizmus iránti érdeklődést Norvégiában néhány buddhizmusról szóló könyv keltette fel, amelyet olyan japán tudósok írtak, mint például D. T. Suzuki. A tibeti buddhizmus ezzel szemben tibeti lámák személyes látogatásai révén érkezett az országba. Olyan fontos lámák tartottak nyilvános előadásokat, mint a 16. karmapa vagy a 14. dalai láma. Az 1975-ös vietnámi Saigon csata után, miután a kommunisták kezére került a város, menekültek érkeztek az ázsiai országból Norvégiába is. A menekülteket tárt karokkal fogadta a norvég buddhista szövetség. A thai buddhizmus oly módon került az országba, hogy norvég férfiak megnövekedett számban választottak maguknak thai feleséget az 1980-as évektől. A Srí Lanka-i buddhista közösség a különféle bevándorlókból tevődik össze. 1993-ban ez a csoport létrehozta a Menedék Oktatási és Kulturális Társaságot (angolul: Tisarana Educational and Cultural Society), amely a théraváda buddhizmushoz tartozik.
A fent említett irányzatok mellett ma már jelen van Norvégiában a kínai csan, a koreai buddhizmus és a Nyugati Buddhista Rend Barátai csoport is.

## Buddhisták száma
A négy és fél milliós norvég lakosság többsége protestáns keresztény vallású (87%). Azonban egyre többen vallják magukat valamelyik kisebb valláshoz tartozónak, mint az iszlám, a hinduizmus vagy a buddhizmus. Ezek túlnyomó része bevándorló.
A Norvégiában letelepedett mintegy 20 000 buddhista bevándorló Vietnámból, Thaiföldről és Kínából érkezett. Az átkeresztelkedett norvég etnikumú emberek száma statisztikák híján nehezen becsülhető meg pontosan. Csupán a regisztrált, hivatalos szervezetek tagjainak száma ismert. A buddhista szövetséghez regisztrált norvég etnikumú tagok száma 990 fő, azonban a buddhista irányultságú személyek száma valószínűleg több ezerre is rúghat. A bevándorlókkal együtt a buddhisták létszáma a teljes lakosság mintegy 0,4%-ának felel meg.
| Év   | Buddhisták | Százalék |
| ---- | ---------- | -------- |
| 1990 | 3,012      | 0,07%    |
| 2000 | 7,031      | 0,16%    |
| 2005 | 9,471      | 0,20%    |
| 2010 | 13,376     | 0,27%    |